# 督悠匝
督悠匝（鄒語：Tungeoza），是台灣鄒族神話中的大鰻魚，牠以自己的身體堵住河道造成大洪水。

## 語意
督悠匝（Tungeoza）意思在鄒語中即為「鰻魚」之意。

## 傳說
據說過去某天督悠匝突然出現，並橫著身堵住了所有河道，河水流不走便造成大洪水，人們紛紛逃往巴頓郭努山（Patungkuonu ，即玉山）上避難。過了好一段時間，洪水遲遲不退，這時有隻大螃蟹雍勾（yongo）找上鄒族人並跟他們達成協議，前來驅趕督悠匝，牠用自己的鉗子用力夾住督悠匝的肚臍，迫使牠痛得翻身逃離，洪水這才退去。